# Мар'є-Костянтинівка
Мар'є-Костянтинівка — село в Україні, у Девладівській сільській громаді Криворізького району Дніпропетровської області.
Населення — 15 мешканців.

## Географія
Село Мар'є-Костянтинівка знаходиться на березі річки Саксагань, вище за течією на відстані 1 км розташоване село Макорти, нижче за течією примикає село Мар'ївка. Поруч проходить автомобільна дорога Т 0419.

## Історія
За даними на 1859 рік у власницькому сільці Верхньодніпровського повіту Катеринославської губернії налічувалось 10 дворових господарств, у яких мешкало 63 особи (30 чоловічої статі та 33 — жіночої).
У 1908 році кількість мешканців колишнього панського села Ордо-Василівської волості становила 120 осіб (88 чоловіків та 32 жінки), налічувалось 19 дворових господарств.

## Населення

### Мова
Розподіл населення за рідною мовою за даними перепису 2001 року:
| Мова       | Кількість | Відсоток |
| ---------- | --------- | -------- |
| українська | 14        | 93.33%   |
| російська  | 1         | 6.67%    |
| Усього     | 15        | 100%     |